# Elastografia

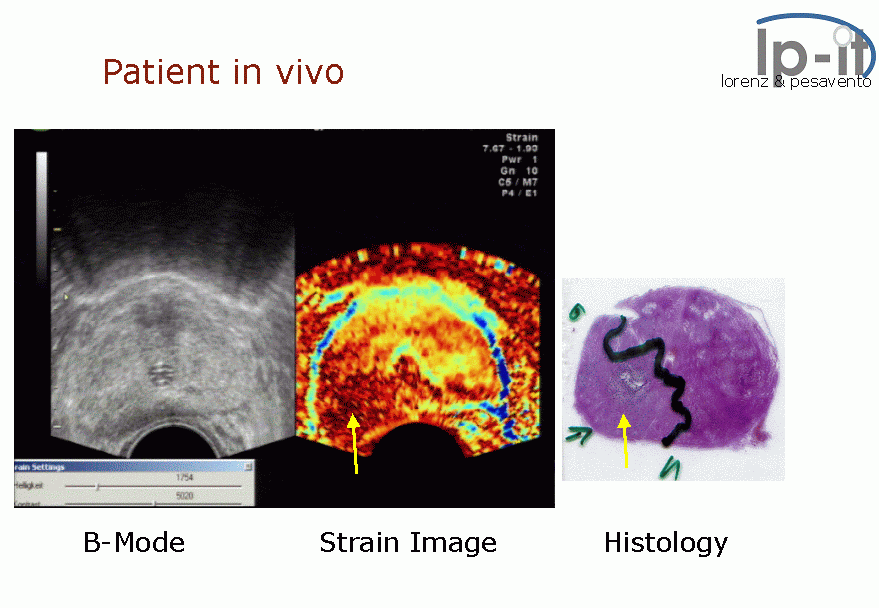
Comparação entre ultrassom convencional e elastografia (mais vermelho é mais duro e mais azul é mais líquido). No ultrassom convencional o câncer (seta amarela) não é visível.

Elastografia é um exame médico de diagnóstico por imagem que mapeia as propriedades elásticas e a rigidez dos tecidos moles. É útil para avaliar a gravidade de doenças que alteram a consistência dos tecidos, como fibrose e esteatose, e para detectar câncer. Por exemplo, os tumores malignos costumam ser mais duros do que o tecido saudável, fibrose pulmonar causa endurecimento difuso dos pulmões e os fígados com cirrose são mais rígidos que os saudáveis.

## Aplicações
A elastografia serve para determinar o melhor local para coletar uma biópsias em uma esteatose hepática ou fibrose hepática ao investigar a possibilidade de câncer de fígado. Elastografia também pode ser usado para detecção e diagnóstico de câncer de mama, câncer de rim, câncer de tireoide e câncer de próstata, com a vantagem de detectar tumores não palpáveis.

## Técnicas

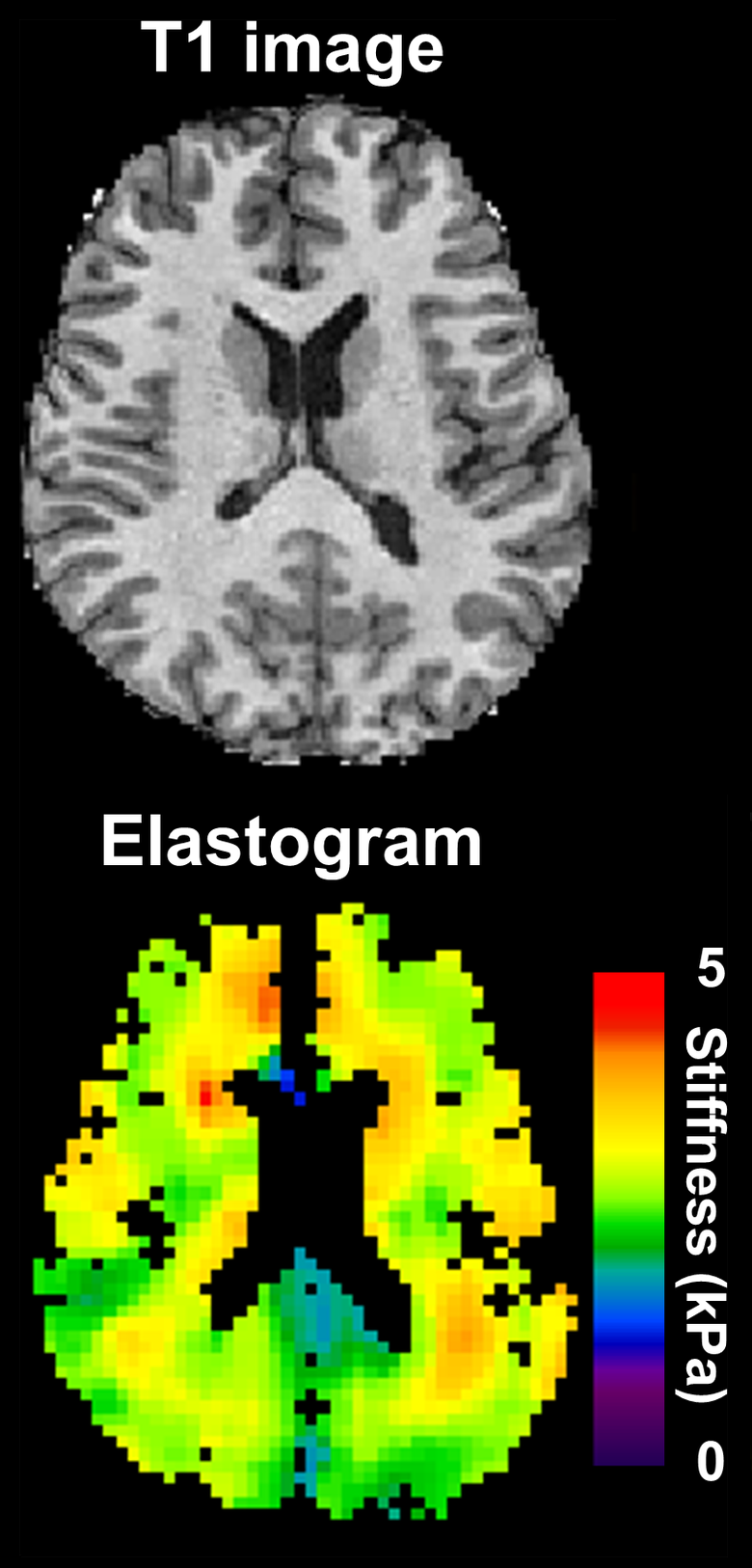
Ressonância Magnética com Elastografia (RME) de um cérebro. Vermelho é mais duro e azul menos duro.

A elastografia pode ser combinada com o ultrassom, uma técnica mais rápida, disponível e barata, ou com ressonância magnética, para formar um mapa 3D de alta resolução do órgão.